# 建部政醇
建部 政醇（たけべ まさあつ）は、江戸時代後期の大名。播磨国林田藩の第8代藩主。官位は従五位下・内匠頭。

## 生涯
第7代藩主・建部政賢の四男として誕生した。母は真田信安の娘（側室の子との説もある）。幼名は鶴太郎。
文化9年（1812年）11月22日、父の隠居により跡を継ぐ。同年12月16日、従五位下・内匠頭に叙任する。文政13年（1830年）3月15日、大番頭に就任する。天保12年（1841年）9月20日、奏者番に就任する。弘化3年（1846年）、辞任する。清水浜臣に師事して国学を学び、石野充蔵を招聘して藩士子弟の教育化に努めた。藩医・辻元崧庵は天保8年（1837年）、医学館講書となり、弘化4年（1847年）には将軍の侍医となった。
嘉永2年（1849年）2月8日、長男の政和に家督を譲って隠居し、聖岡と号した。明治8年（1875年）、81歳で死去した。墓所は京都市北区紫野の大徳寺芳春院。

## 系譜
- 父：建部政賢（1747年 - 1818年）
- 母：真田信安の娘
- 正室：庸 - 松平信明の娘
- 生母不明の子女
  - 長男：建部政和（1833年 - 1863年）
  - 次男：坪内定益
  - 三男：土井利教（1847年 - 1872年） - 土井利善の養子
  - 四男：建部揆
  - 女子：建部秀隆正室
  - 女子：道子 - 小栗忠順正室
  - 女子：朝倉某室
  - 女子：彦坂重遠室
  - 女子：はつ子 - 蜷川親賢正室
    - 孫：蜷川新

## 関連人物
- 蜷川新 - 外孫